# Wheelwright (Kentucky)
Wheelwright é uma cidade localizada no estado americano de Kentucky, no Condado de Floyd.

## Demografia
Segundo o censo americano de 2000, a sua população era de 1042 habitantes.
Em 2006, foi estimada uma população de 1032, um decréscimo de 10 (-1.0%).

## Geografia
De acordo com o United States Census Bureau tem uma área de
4,5 km², dos quais 4,5 km² cobertos por terra e 0,0 km² cobertos por água. Wheelwright localiza-se a aproximadamente 362 m acima do nível do mar.

## Localidades na vizinhança
O diagrama seguinte representa as localidades num raio de 20 km ao redor de Wheelwright.